# Pomník padlých první světové války v Dubicku
Pomník padlým v 1. světové válce se sousoším Vítězství od Vojtěcha Suchardy z roku 1921 stojí na návsi v parčíku obce Dubicko v okrese Šumperk. Pomník je kulturní památkou a je evidován v centrální evidenci válečných hrobů pod kódem CZE-7113-07105.

## Popis
Na soklu z vyskládaných vápencových kamenů a na nízkém plintu, na kterém je uprostřed vytesán datum 1918–1918, stojí pískovcové sousoší dvou mužských aktů. Na pozadí rozvinutého praporu stojí postava muže, který drží prapor v levé ruce. Postava je nakročena levou nohou dopředu, pravá natažena dozadu. Pravá ruka natažená dozadu má zatnutou pěst. V levé drží žerď praporu, na níž ve výšce čtyři metry sedí sokol. U nohou na plintu leží na zádech mužský akt s pokrčenýma nohama a koleny vytočenými k divákovi. Levá ruka spočívá na břiše, pravá ruka leží volně podél těla. Obě postavy mají výrazně modelované svalstvo.
Na přední straně soklu pod nohama stojící postavy je vytesán nápis:„PADLÍ LEGIONÁŘI / NEDRAL JAN, UČITEL / PULKRT ČENĚK“  Na boku soklu je vytesán nápis:„OBĚTI SVĚTOVÉ VÁLKY R. 1914-18“  a jména padlých. Na zadní straně soklu je signatura:„VOJTA SUCHARDA / AKAD. SOCHAŘ / PRAHA-BUBENEČ / ROKU 1921“

### Rozměry
Sokl: 2,9 m šířka, 1,6 m hloubka, 1,2 m výška
Sousoší: 3,35 m vysoké